# コバナヒメハギ
コバナヒメハギ Polygala paniculata L. は、ヒメハギ科に属する植物。白くて小さな花を多数付ける。カスミヒメハギとも言う。

## 特徴
一年生の草本で、草全体に芳香がある。草丈は20-30cmほど、茎は下部から多数分枝し、細くて上の方には微毛が生えている。葉は線状披針形から線状長楕円形で、葉柄はなく、薄くて無毛、両端は尖り、主脈だけが明瞭。長さは1-1.5cmで幅は1-2mm。
花はいつも咲いている。総状花序は茎の先端から伸びて長さ2-4cm。花は白くて1mmの柄の先について長さ1-1.5mm。果実は楕円形で長さ1mm。種子は2個、長楕円形で黒く、表面に粗い毛がある。

## 分布と生育環境
沖縄に第二次世界大戦後に帰化。南アメリカ原産の植物だが、現在では世界の熱帯域に広く帰化している。低地の雑草としてごく普通に見られる。

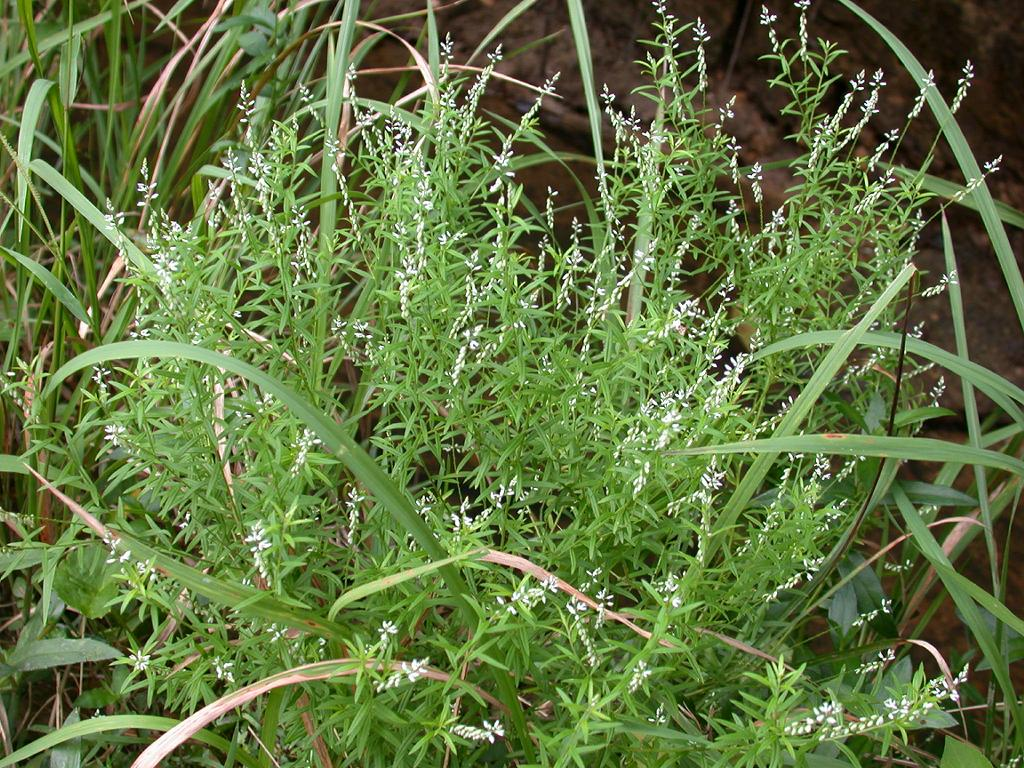
道ばたの群落（沖縄）
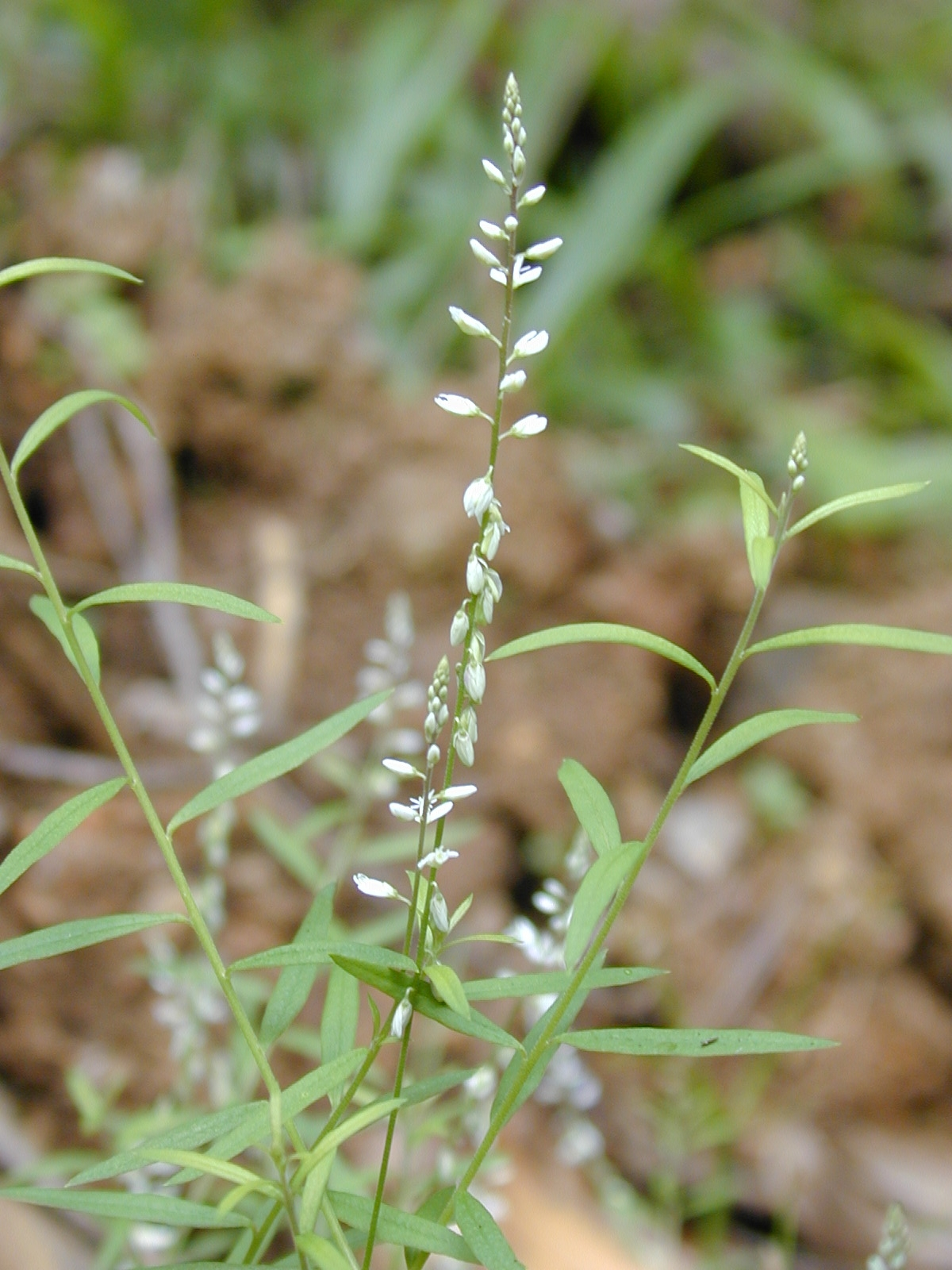
一本の花序（ハワイ）
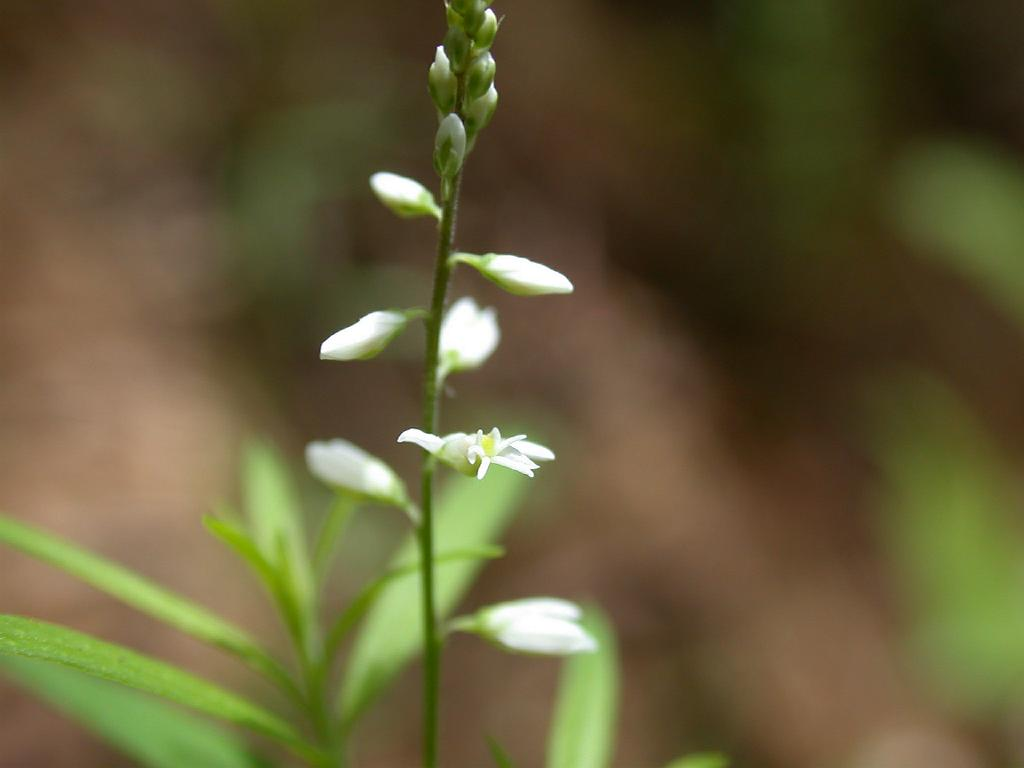
花序の拡大（沖縄）